# Phreatia cylindrostachya
Phreatia cylindrostachya är en orkidéart som beskrevs av Rudolf Schlechter. Phreatia cylindrostachya ingår i släktet Phreatia och familjen orkidéer.

## Underarter
Arten delas in i följande underarter:
- P. c. cylindrostachya
- P. c. grandifolia